# Битва при Комакі-Наґакуте
35°10′25″ пн. ш. 137°02′53″ сх. д. / 35.173666666667° пн. ш. 137.04802777778° сх. д.
Битва при Комакі-Наґакуте (яп. 小牧・長久手の戦い, こまきながくてのたたかい) — битва, що відбулася 1584 року в японській провінції Оварі, біля містечок Комакі й Наґакуте, між арміями Тойотомі Хідейосі з одного боку та коаліцією Токуґави Ієясу та Оди Нобукацу. Закінчилася тактичною перемогою коаліції й підвищила політичний статус Токуґави. Але принесла стратегічну перемогу Тойтотомі.